# Кари (буква)
Кари (ყ, груз. ყარი) — двадцать четвёртая буква современного грузинского алфавита и двадцать седьмая буква классического грузинского алфавита.

## Использование
В грузинском языке обозначает звук [qʼ]. Числовое значение в изопсефии — 800 (восемьсот).
Также используется в грузинском варианте лазского алфавита, используемом в Грузии. В латинице, используемой в Турции, ей соответствует q.
Ранее использовалась в абхазском (1937—1954) и осетинском (1938—1954) алфавитах на основе грузинского письма, после их перевода на кириллицу в абхазском была заменена на ҟ, а в осетинском — на хъ.
В системах романизации грузинского письма передаётся как q (ISO 9984, BGN/PCGN
1981, ALA-LC), qʼ (национальная система, BGN/PCGN 2009). В грузинском шрифте Брайля букве соответствует символ ⠮ (U+282E).

## Написание
До VIII века буква писалась с верхней петлей, замкнутой в круг.
| Асомтаврули | Нусхури | Мхедрули |
| ----------- | ------- | -------- |
|             |         |          |

## Кодировка
Кари асомтаврули и кари мхедрули включены в стандарт Юникод начиная с самой первой его версии (1.0.0) в блоке «Грузинское письмо» (англ. Georgian) под шестнадцатеричными кодами U+10B7 и U+10E7 соответственно.
Кари нусхури была добавлена в Юникод в версии 4.1 в блок «Дополнение к грузинскому письму» (англ. Georgian Supplement) под шестнадцатеричным кодом U+2D17; до этого она была унифицирована с кари мхедрули.
Кари мтаврули была включена в Юникод в версии 11.0 в блок «Расширенное грузинское письмо» (англ. Georgian Extended) под шестнадцатеричным кодом U+1CA7.

## Производные
Буква, являющая зеркальным написанием кари (ჸ) называется элифи и используется в сванском и мингрельском языках для обозначения гортанной смычки.